# Villa Oro

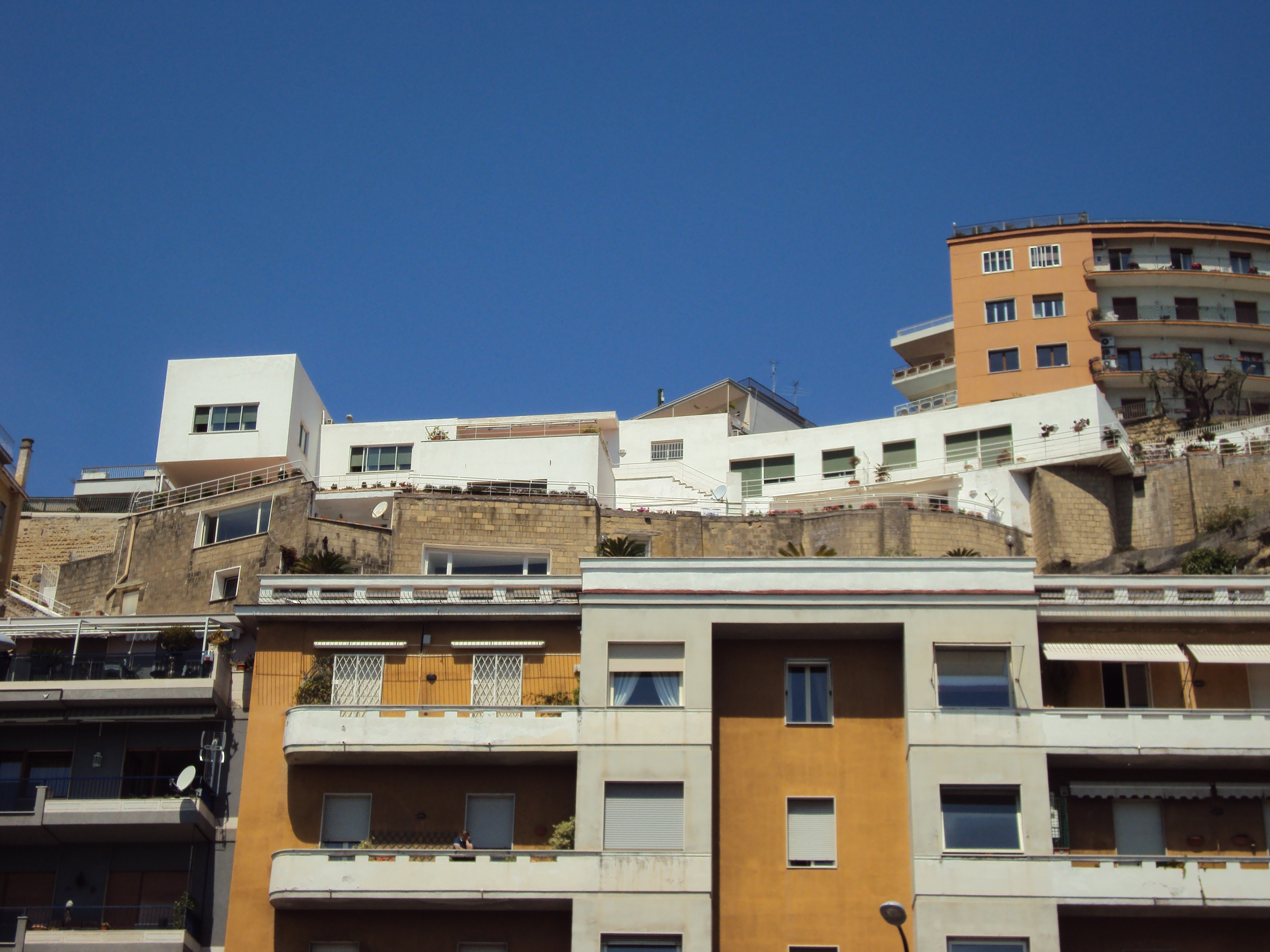
Villa Oro in Neapel

Die Villa Oro ist ein Landhaus aus den 1930er-Jahren im Viertel Posillipo von Neapel. Sie liegt in der Via Orazio, 27 und ist auf einem Felsvorsprung mit Blick auf das Mittelmeer erbaut.

## Geschichte und Beschreibung
Die Villa entwickelt haben Augusto Oro, ein Arzt und Chirurg an der Universität, der Architekt Luigi Cosenza (1905–1984) sowie der Architekturtheoretiker Bernard Rudofsky und zwei Vertreter der Architektur und des Bauingenieurwesens, die dem Rationalismus anhingen.
Das Gebäude entstand in den Jahren 1934 bis 1937. Es liegt auf einem Felsvorsprung, der zu einem Hügel gehört, der zum Largo Sermoneta abfällt. Die Form des Gebäudes folgt in etwa der Krümmung des Geländes ohne den organischen Kontext des Grundstücks zu verlassen, immer unter Betonung des Hügels.
Die Villa hat eine Fläche von 400 Quadratmetern mit insgesamt über 20 Räumen. Die Raumgestaltung ist einfach und konzentriert sich auf die Zusammensetzung durchschnittener Körper. Im Inneren sind die einzelnen Räume durch Treppen miteinander verbunden, wobei man auf Korridore verzichtet hat.
Unter der Tuffsteinrippe, welche als Sockel dient, liegen Technikräume, Diensträume, eine Bar und eine Taverne. Das Zwischengeschoss enthält Repräsentationsräume und das Obergeschoss, das auf der Verkettung von Körpern beruht, Schlafräume. Bemerkenswert ist der Wohnzimmerboden aus Majolika, der den Golf von Neapel mit seinen Produktionsaktivitäten widerspiegelt.
Die Villa gehört heute der Tochter von Augusto Oro.